# Tom Paxton
Pour les articles homonymes, voir Paxton.
 (octobre 2018).
Si vous disposez d'ouvrages ou d'articles de référence ou si vous connaissez des sites web de qualité traitant du thème abordé ici, merci de compléter l'article en donnant les références utiles à sa vérifiabilité et en les liant à la section « Notes et références ».
Thomas Richard Paxton, né à Chicago, le 31 octobre 1937, est un chanteur et compositeur folk américain. 
Ses chansons ont été reprises et enregistrées par des artistes plus connus : Pete Seeger, Joan Baez, Harry Belafonte, Dolly Parton ou Willie Nelson.
En France, Graeme Allwright a traduit et chanté les chansons What Did You Learn in School Today ? (Qu'as-tu appris à l'école mon fils ?) et Bottle of Wine (Jolie bouteille). Steve Waring a interprété Ramblin' Boy (Errer sans fin) et I Give You the Morning (Je te donne l'aurore). Claude François a chanté la version française de The Marvelous Toy (Le jouet extraordinaire).
En 1967, sa chanson humoristique Lyndon Johnson Told the Nation est utilisée dans le film collectif Loin du Vietnam pour illustrer la politique américaine dans cette guerre.

## Biographie
Tom Paxton est né en 1937 à Chicago (Illinois). Il a grandi en Oklahoma avant de s'installer à New York. Il chante alors dans les coffeehouses de Greenwich Village. En 1964, Tom Paxton signe avec la maison de disques Elektra Records. Il enregistre pour elle ses plus célèbres titres, dont sa chanson-phare The Last Thing on My Mind. Beaucoup de chansons de Tom Paxton ont été reprises : Judy Collins, Sandy Denny, Dolly Parton, Porter Wagoner. Tom Paxton a écrit des livres pour enfants, certains inspirés de ses chansons.
Il composa peu après les événements du 11 septembre 2001 une chanson, The Bravest - 9/11 Song, exprimant son admiration pour les 343 pompiers ayant perdu la vie pour sauver celles de gens qu'ils ne connaissaient pas. Elle fut chantée par Mickey MacConnell.

## Discographie
- 1962 : I'm the Man That Built the Bridges [live] (Gaslight)
- 1964 : Ramblin' Boy (Elektra)
- 1965 : Ain't That News! (Elektra) et Lyndon Johson told the Nation
- 1966 : Outward Bound (Elektra)
- 1968 : Morning Again (Elektra)
- 1969 : The Things I Notice Now (Elektra)
- 1970 : Tom Paxton 6 (Elektra)
- 1971 : The Compleat Tom Paxton [live] (Elektra)
- 1971 : How Come the Sun (Reprise)
- 1972 : Peace Will Come (Reprise)
- 1973 : New Songs for Old Friends [live] (Reprise)
- 1974 : Children's Song Book (Bradleys)
- 1975 : Something in My Life (Private Stock)
- 1976 : Saturday Night (MAM)
- 1977 : New Songs from the Briarpatch [live] (Vanguard)
- 1978 : Heroes (Vanguard)
- 1979 : Up and Up (Mountain Railroad)
- 1980 : The Paxton Report (Mountain Railroad)
- 1983 : Bulletin (Hogeye)
- 1983 : Even a Gray Day (Flying Fish)
- 1984 : The Marvelous Toy and Other Gallimaufry (Flying Fish)
- 1985 : One Million Lawyers and Other Disasters (Flying Fish)
- 1986 : A Paxton Primer (Pax)
- 1986 : Folksong Festival 1986 (Pax)
- 1986 : And Loving You (Flying Fish)
- 1987 : Balloon-alloon-alloon (Sony Kids' Music)
- 1988 : Politics Live (Flying Fish)
- 1988 : The Very Best of Tom Paxton (Flying Fish)
- 1988 : In The Orchard [live] (Sundown Records)
- 1989 : Storyteller (Start Records Ltd)
- 1991 : It Ain't Easy (Flying Fish)
- 1992 : A Child's Christmas (Sony Kids' Music)
- 1992 : Peanut Butter Pie (Sony Kids' Music)
- 1992 : Suzy Is a Rocker (Sony Kids' Music)
- 1994 : Wearing the Time (Sugar Hill)
- 1996 : Live: For the Record (Sugar Hill)
- 1996 : A Child's Christmas/Marvelous Toy and Other Gallimaufry (Delta)
- 1997 : A Car Full of Songs (Sony Kids' Music)
- 1997 : Goin' to the Zoo (Rounder)
- 1997 : I've Got a Yo-Yo (Rounder)
- 1997 : The Best of Tom Paxton (Hallmark)
- 1998 : Live in Concert (Strange Fruit)
- 1999 : Fun Animal Songs (Delta)
- 1999 : Fun Food Songs (Delta)
- 1999 : A Car Full of Fun Songs (Delta)
- 1999 : I Can't Help But Wonder Where I'm Bound: The Best of Tom Paxton (Rhino)
- 2000 : Best of the Vanguard Years (Vanguard)
- 2001 : Live From Mountain Stage (Blue Plate)
- 2001 : Under American Skies (Appleseed and Koch International)
- 2002 : Ramblin' Boy/Ain't That News! (Warner Strategic Marketing)
- 2002 : Your Shoes, My Shoes (Red House)
- 2002 : Looking for the Moon (Appleseed)
- 2003 : American Troubadour (Music Club, )
- 2004 : Best of Friends [live] (Appleseed Recordings)
- 2004 : The Compleat Tom Paxton (Even Compleater) [live] (Rhino Handmade)
- 2004 : Outward Bound/Morning Again (Wea/Rhino)
- 2005 : Live in the UK (Pax)
- 2006 : Live at McCabe's Guitar Shop (Shout Factory)
- 2008 : Comedians and Angels (Appleseed)